# Goniothalamus clavicarpa
Goniothalamus clavicarpa este o specie de plante din genul Goniothalamus, familia Annonaceae, descrisă de William Grant Craib. Conform Catalogue of Life specia Goniothalamus clavicarpa nu are subspecii cunoscute.